# Shravanabelagola
Shravanabelagola (pronunciación:  [ ɕɾɐ.ʋɐˈɳɐ bɛ.ɭɐ.go.ɭɐ ] ) es una localidad situada cerca de Channarayapatna, en el distrito de Hassan, en el estado indio de Karnataka, a 144 km de Bengaluru. La estatua de Gommateshwara Bahubali en Shravanabelagola es uno de los tirthas (destinos de peregrinación) más importantes del jainismo, que alcanzó su máximo esplendor arquitectónico y escultórico bajo el patrocinio de la dinastía Ganga Occidental de Talakad. Se dice que Chandragupta Maurya murió en la colina de Chandragiri, situada en Shravanabelagola, en el año 298 a. C. tras convertirse en monje jainista y adoptar un estilo de vida ascético.
La estatua de Gommateshwara, Akkana Basadi, Chandragupta basadi, Chamundaraya Basadi, Parshvanath Basadi y las inscripciones del grupo de monumentos de Shravanabelagola están catalogados como Monumento Adarsh Smarak por el Servicio Arqueológico de la India.

## Ubicación
Shravanabelagola está situada a 11 km (6,8 mi) al sureste de Channarayapatna en el taluk de Channarayapatna del distrito de Hassan de Karnataka. Se encuentra a una distancia de 51 km (32 mi) al sureste de Hassan, Karnataka, el centro del distrito. Se encuentra a 12 km al sur de la carretera Bengaluru-Mangaluru (NH-75), a 18 km de Hirisave, a 78 km de Halebidu, a 89 km de Belur, a 83 km de Mysore, a 144 km de Bengaluru, la capital de Karnataka, y a 222 km de Mangaluru.
Los lugares sagrados están repartidos en dos colinas, Chandragiri y Vindyagiri, y también entre los pueblos de las estribaciones.

## Etimología

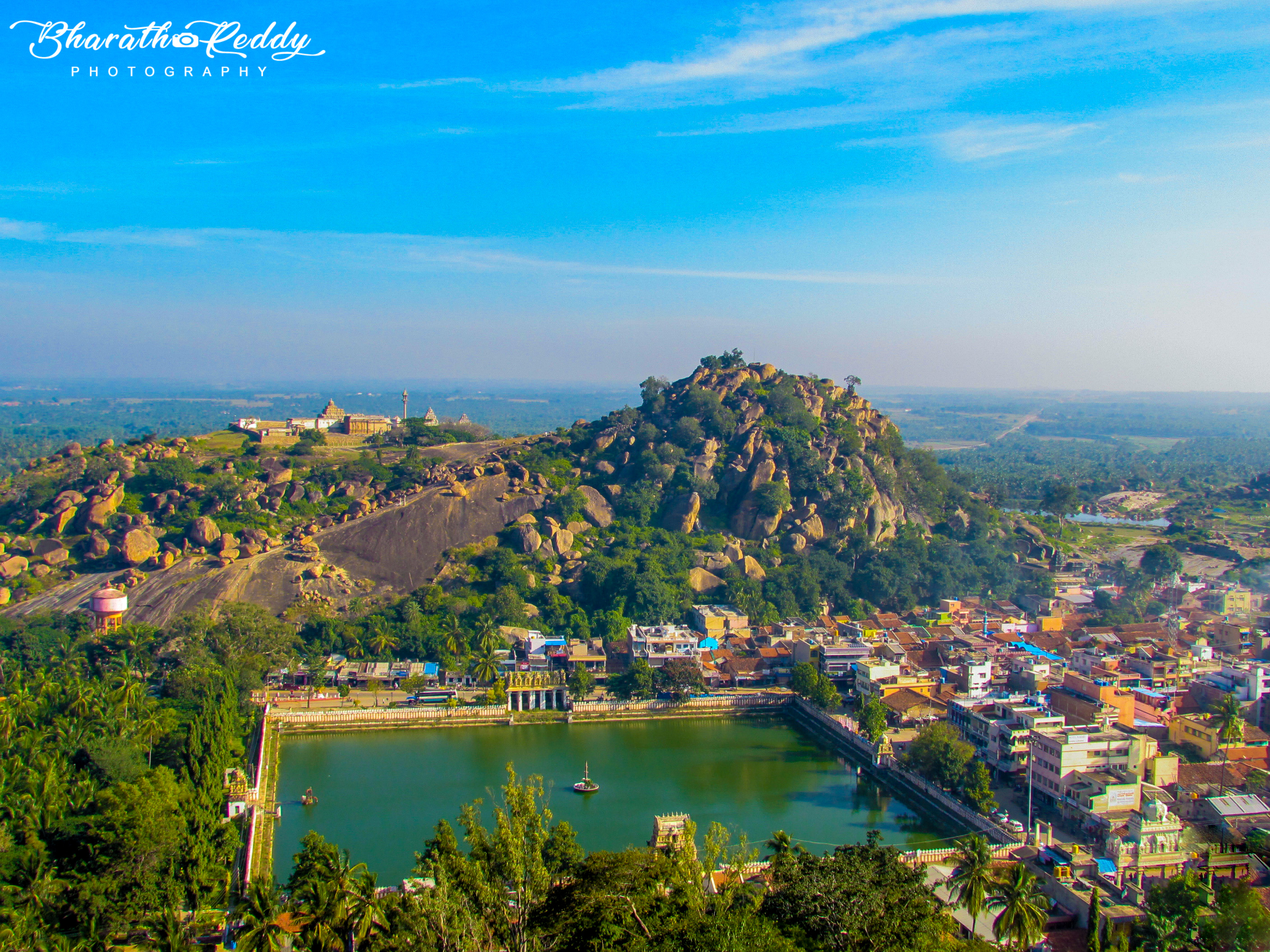
El estanque del centro de la ciudad, que le da nombre, Beḷagoḷa "Estanque Blanco".

Shravanabelagola "estanque blanco del Shravana" se denomina así en referencia a la colosal imagen de Gommaṭa -el prefijo Śravaṇa sirve para distinguirlo de otros Belagolas con los prefijos Hale- y Kodi-, mientras que Beḷagoḷa "estanque blanco" es una alusión al estanque situado en el centro de la ciudad. Los equivalentes sánscritos Śvetasarovara, Dhavalasarovara y Dhavalasarasa utilizados en las inscripciones que apoyan este significado. Hay más de 560 inscripciones en Shravabelagola.
Algunas inscripciones mencionan el nombre del lugar como Beḷgoḷa, lo que ha dado lugar a otra derivación de la planta Solanum ferox (berenjena de fruto peludo). Esta derivación es en alusión a una tradición que dice que una piadosa anciana ungió completamente la colosal imagen con la leche traída por ella en un gullakayi o berenjena. El lugar también se designa como Devara Beḷgoḷa "Estanque Blanco del Dios" y Gommaṭapuram "ciudad de Gommaṭa" en algunos epígrafes.

## Historia
Shravanabelagola tiene dos colinas, Chandragiri y Vindhyagiri. Se cree que Acharya Bhadrabahu y su discípulo Chandragupta Maurya meditaron allí. Chandragupta Basadi, dedicada a Chandragupta Maurya, fue construida por Aśoka en el siglo III a. C. y cuenta con monumentos conmemorativos. En Chandragiri también hay monumentos conmemorativos de numerosos monjes y Śrāvakas que han meditado allí desde el siglo V a. C., incluido el último rey de la dinastía Rashtrakuta de Manyakheta. Chandragiri cuenta también con un famoso templo construido por Chavundaraya.
La estatua monolítica de Gommateshwara, de 58 pies de altura, está situada en la colina de Vindyagiri. Se considera la estatua monolítica más grande del mundo. La base de la estatua tiene una inscripción en prácrito que data del año 981 de la era cristiana. La inscripción elogia al rey que financió la obra y a su general, Chavundaraya, que erigió la estatua para su madre.Cada doce años, miles de devotos se congregan aquí para celebrar el Mahamastakabhisheka, una espectacular ceremonia en la que la estatua se unge con agua, cúrcuma, harina de arroz, zumo de caña de azúcar, pasta de sándalo, azafrán y flores de oro y plata. Recientemente Mahamastakabhisheka se celebró en 2018 durante el mes de febrero. El próximo Mahamastakabhisheka se celebrará en 2030.

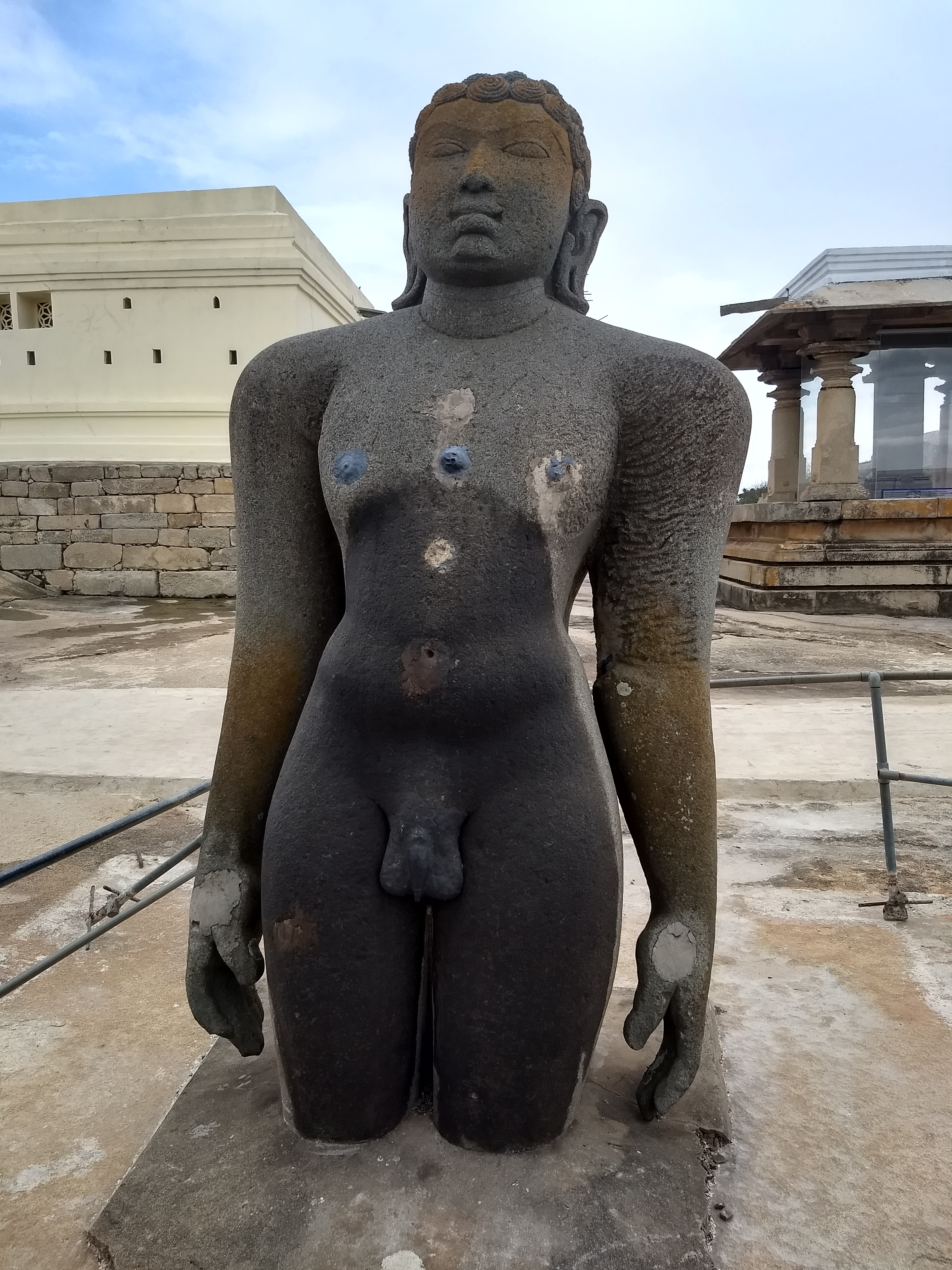
Estatua del emperador Bharata

Shravanabelagola, enclavada entre las colinas de Vindhyagiri y Chandragiri, protegida por el monolito Bhagwan Bahubali y hogar de más de 2.300 años de patrimonio jainista, es una auténtica postal de la historia y patrimonio a lo largo de los siglos.En la ciudad de Shravanabelagola se alza una colosal estatua tallada en la roca de Gommateshwara Shri Bahubali. Las cerca de ochocientas inscripciones que el Departamento Arqueológico de Karnataka ha recogido en el lugar son en su mayoría jainas y abarcan un periodo muy extenso, desde el año 600 hasta 1830. Algunas se refieren incluso a la remota época de Chandragupta Maurya y también relatan la historia del primer asentamiento de los jainistas en Shravanabelagola. Esta aldea fue reconocida, por el hecho de que un sacerdote de allí, llamado Akalanka, fue convocado en el año 788 de la era cristiana a la corte de Himasitala en Kanchi, donde, tras rebatir a los budistas en una disputa pública, contribuyó decisivamente a su expulsión del sur de la India a Ceilán.

## Inscripciones

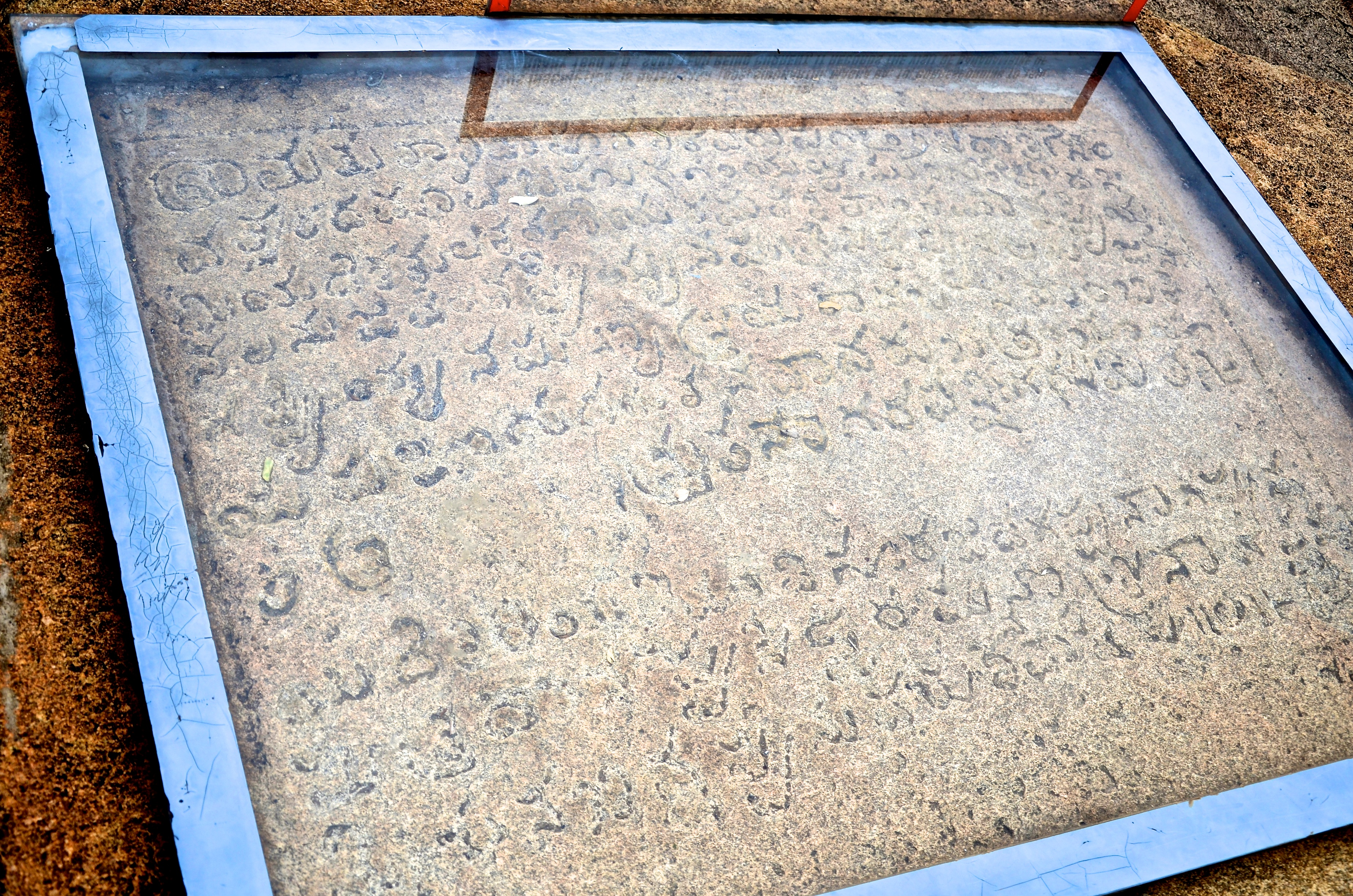
Inscripción en kannada en Odegal Basadi

En Shravanabelagola se han encontrado más de 800 inscripciones que datan de diversas épocas, desde el año 600 de la era cristiana hasta 1830. Un gran número de ellas se encuentran en Chandragiri y el resto en la colina de Vindhyagiri y en la ciudad. La mayoría de las inscripciones del Chandragiri datan de antes del siglo X. Estas inscripciones incluyen textos en canarés. El segundo volumen de Epigraphia Carnatica, escrito por B. Lewis Rice, está dedicado a las inscripciones encontradas aquí. Es la inscripción en konkani más antigua. Las inscripciones están escritas en caracteres purvahalagannada (kannada antiguo) y halegannada (kannada antiguo). Algunas de estas inscripciones mencionan el ascenso y crecimiento en poder de la dinastía Ganga Occidental, los Rashtrakutas, el Imperio Hoysala, el Imperio Vijayanagara y la dinastía Udaiyaar. Estas inscripciones han ayudado a los eruditos modernos a comprender la naturaleza y el desarrollo de la lengua canarés y su literatura.
El pilar Tyagada Brahmadeva es un pilar independiente decorado (lit, Stambha), de 2,3 m de altura, encargado por Chamundaraya.El pilar data de alrededor del año 983 de la era cristiana y se encuentra en la colina de Vindyagiri (llamada Dodda Betta en kannada). En la base del pilar, en el lado norte, hay una inscripción en kannada antiguo de la misma época.

## Basadi

#### Colina de Vindhyagiri

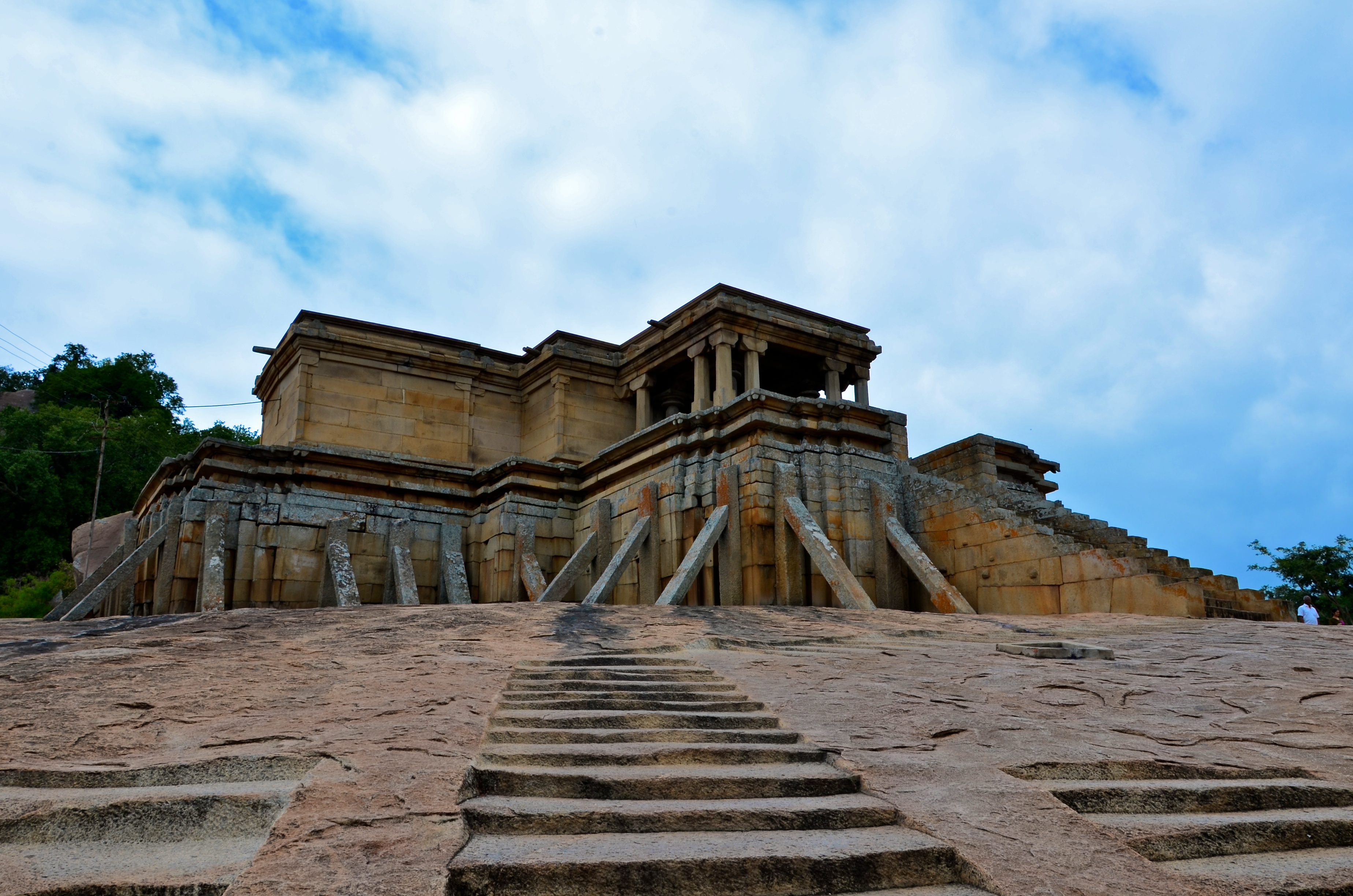
Odegal basadi en la colina de Vindhyagiri

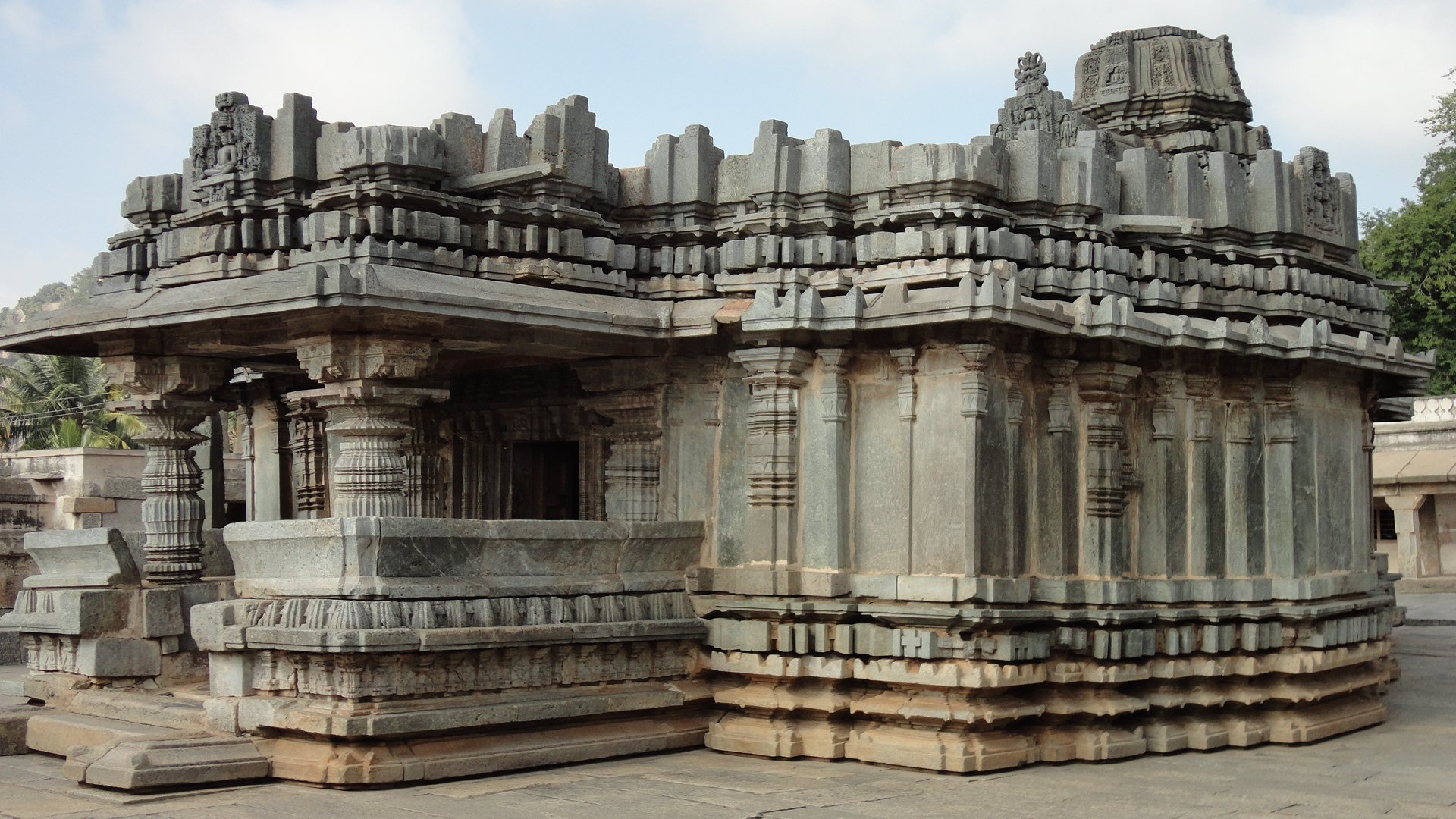
Akkana Basadi

1. Odegal basadi es el mayor basadi de la colina de Vindhyagiri.[15] El templo debe su nombre a "Odega", es decir, la piedra de jabón utilizada para reforzar los muros del templo. El templo alberga las imágenes de Rishabhanatha, Neminatha y Shantinatha.[24]

#### Colina de Chandragiri
1. Chandragupta basadi se fundó en el siglo IX. La celda central de este templo tiene la figura de Parshvanatha, la de la derecha la de Padmavathi y la de la izquierda la de Kushmandini, todas en postura sentada.[15]

1. Chamundaraya Basadi es uno de los templos más grandes de la colina. También se le conoce como Chavundaraya Basadi. Está dedicado a Neminatha, el vigésimo segundo Tirthankara. El sukhanasi está formado por buenas figuras de Sarvahna y Kushmandini, la yaksha y la yakshi de Neminatha. Data del año 982 de la era cristiana.[25]

1. Parshvanath Basadi es uno de los dos templos más altos de Shravanabelagola. El templo alberga un colosal monolítico de Parshvanatha de 5,5 m (18 pies). El templo data del siglo XII. La fachada del templo tiene un Manastambha de 20,0 m de altura.[26]

1. Kattale Basadi es el templo más grande de la colina. El templo cuenta con un garbhagriha, un pradakshinapatha, un sukanasa y un navranga unidos por 16 pilares. La fachada del templo está unida con Chandragupta basadi. El templo alberga un ídolo de Rishabha flanqueado por portadores de chauri.[27]

Sasana Basadi, Savitagandharva Basadi, Terina Basadi y Santiswara Basadi son otros templos importantes de la colina de Chandragiri.

#### En el pueblo
1. Akkana Basadi se construyó en 1181. Akkana Basadi tiene al 23.º Tirthankara Parshwanath como deidad principal del templo.[29][30]

1. Bhandari Basadi es el templo más grande de Shravanabelagola y alberga ídolos de 24 tirthankar dispuestos en una sola fila.[24]El templo fue construido por Hula Raja, un general y bhandari (tesorero) durante el reinado del rey Narasimha I del Imperio Hoysala en 1159.[31]

## Mahamastakabhisheka

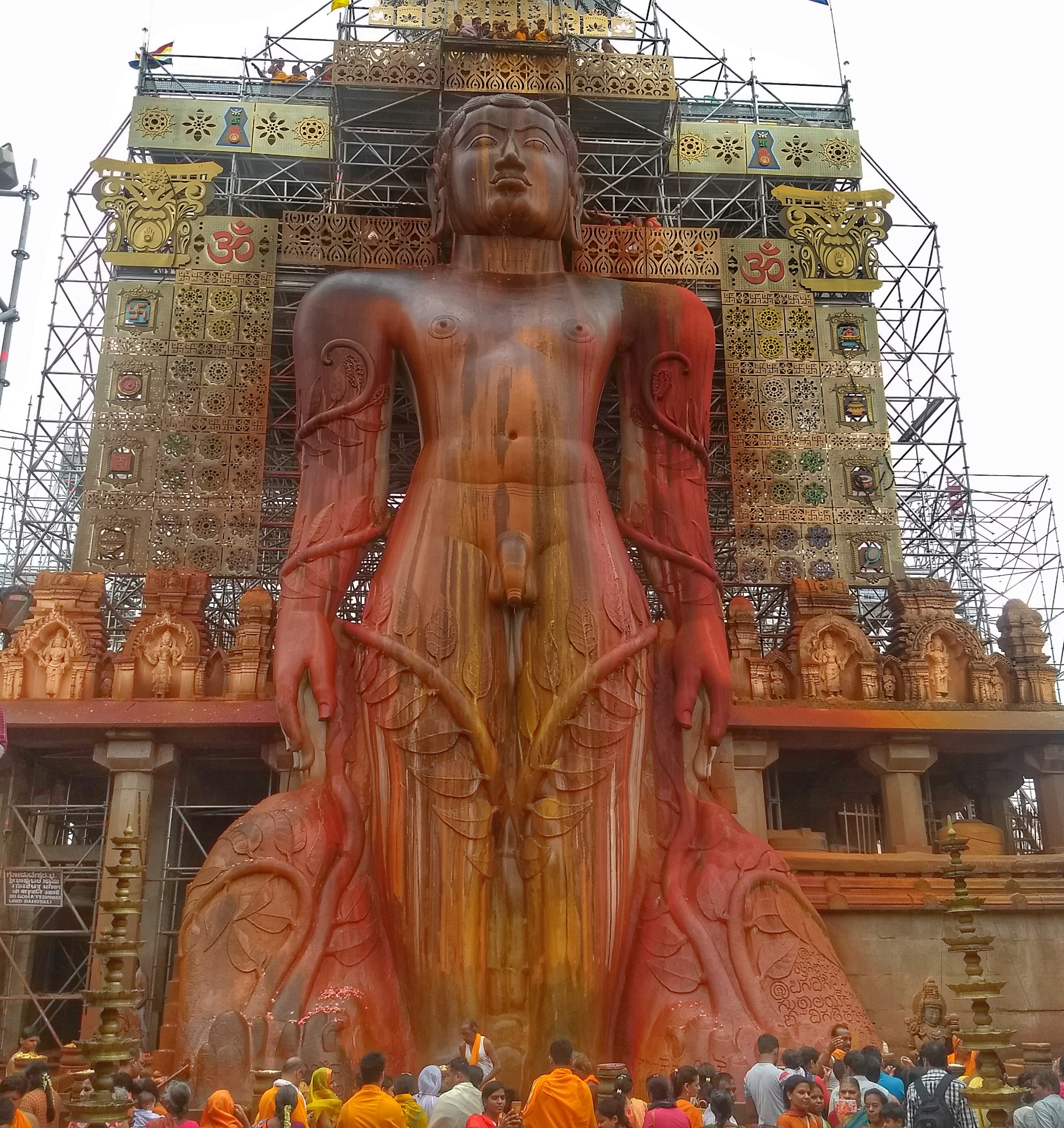
Mahamastakabhisheka de la estatua de Gommateshwara

El Mahamastakabhisheka (Gran Consagración/Gran Festival Indio), se refiere al abhiṣheka (unción) de las imágenes jainistas cuando se celebra a gran escala. La más famosa de estas consagraciones es la unción de la estatua de Bahubali Gommateshwara, situada en Shravanabelagola. Se trata de un importante festival jainista que se celebra una vez cada 12 años. Es parte integrante de la antigua tradición jainista. El festival se celebra para venerar una estatua monolítica de 17,3736 metros de altura del Siddha Bahubali. La última unción tuvo lugar en febrero de 2018, y la próxima ceremonia se celebrará en 2030. Durante este festival, la estatua se baña y se unge con libaciones como leche, zumo de caña de azúcar y pasta de azafrán, y se espolvorea con polvos de sándalo, cúrcuma y bermellón.
Al acto han asistido múltiples personalidades políticas, como Krishna-Rajendra Wodeyar en 1910, Jawaharlal Nehru en 1951, Indira Gandhi en 1967 y 1981, A. P. J. Abdul Kalam en 2006, y Narendra Modi y Ramnath Kovind en 2018.

## Otros aspectos destacables

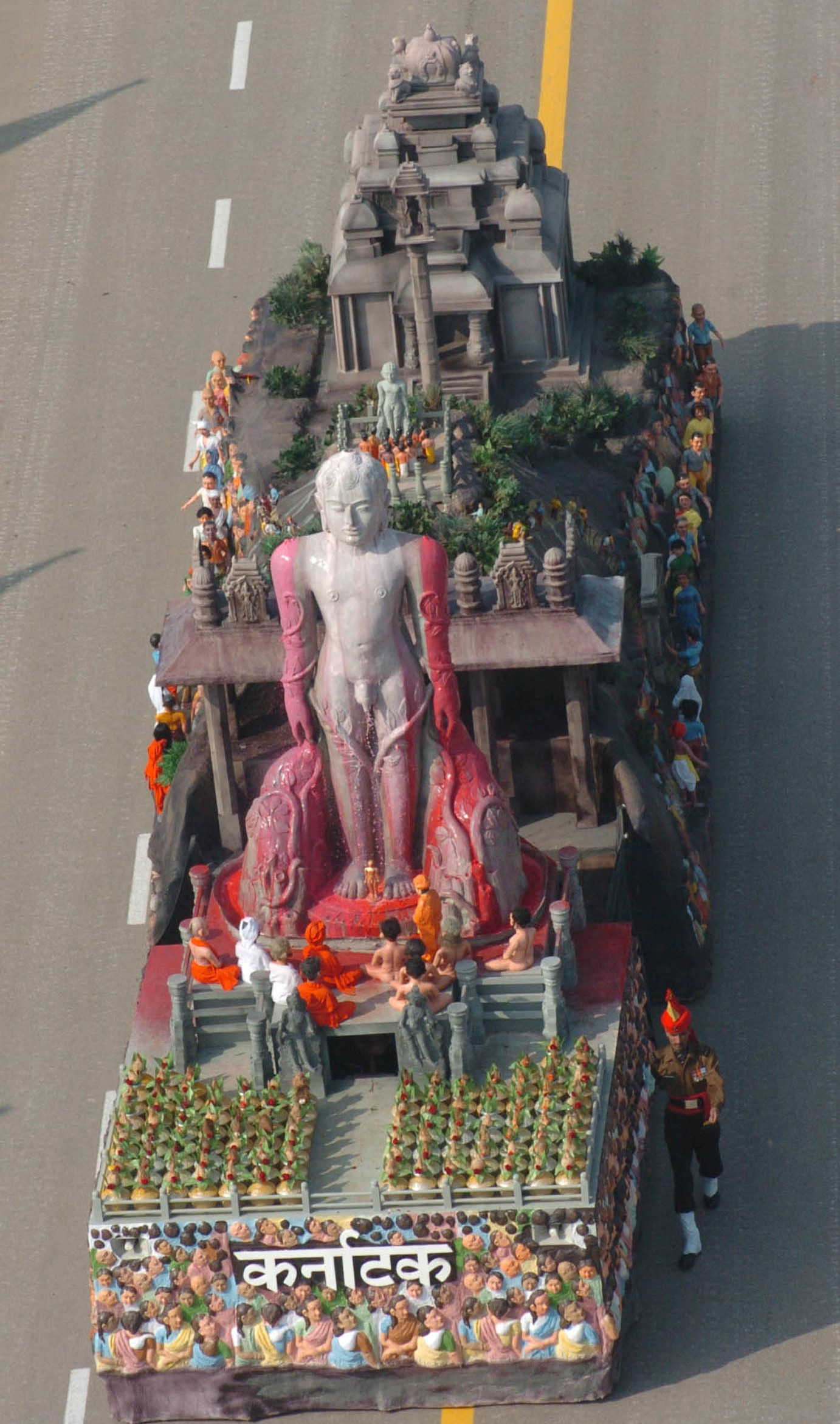
El retablo de Karnataka representando el Mahamastabhisheka de Gommateshwara, durante el Desfile del Día de la República en 2005.

Shravanabelagola es la sede de la antigua Bhattaraka Matha, perteneciente al linaje Desiya Gana de Mula Sangh, de la tradición monástica Digambara. El Instituto de Ingeniería Bahubali es una institución educativa de Shravaṇabeḷagoḷa.
Shravanabelagola también forma parte de la ruta que sigue el tren turístico de lujo, el Golden Chariot.
El gobierno de Karnataka exhibió la estatua de Gometashwara en el Desfile del Día de la República de 2005, donde recibió el primer premio de manos del entonces Presidente de la India, el honorable Dr. A. P. J. Abdul Kalam.
El 5 de agosto de 2007, la estatua de Shravanabelagola fue votada por los lectores del Times of India como la primera de las Siete Maravillas de la India, con un 49% de votos a favor.
El Servicio Arqueológico de la India ha catalogado el grupo de monumentos de Shravanabelagola como Monumento Adarsh Smarak.

## Personas notables
- Bhattaraka Charukeerthi Swamiji, pontífice del Shravanabelagola Jain Mutt